# Stupeň Baumé
Stupeň Baumé (°Bé) je měrná jednotka k určování hustoty kapalin podle zastaralého systému vyvinutého na konci 18. století Francouzem Antoine Baumé. Systém vychází z toho, že voda má 0 °Bé a kyselina sírová s koncentrací 98 % má 66 °Bé.
Měření hustoty na stupně Baumé se dosud běžně používá např. při zušlechťování textilií. K přepočtu °Bé na kg/m³ slouží několik rozdílných vzorců, v Evropě je nejběžnější formule:
kg / m³ = {\displaystyle {\frac {144,3}{144,3-Be}}} × 1000,
podle které například roztok hydroxidu sodného se 28 °Bé má hustotu
{\displaystyle {\frac {144,3}{144,3-28}}} × 1000 = 1241 kg / m³